# Puka Nacua
Makea Nacua, detto Puka (Provo, 29 maggio 2001), è un giocatore di football americano statunitense che milita nel ruolo di wide receiver per i Los Angeles Rams della National Football League (NFL).

## Carriera
Al college Nacua giocò a football a Washington (2019-2020) e a BYU (2021-2022).

### Los Angeles Rams
Fu scelto nel corso del quinto giro (177º assoluto) del Draft NFL 2023 dai Los Angeles Rams. Il 20 giugno 2023 firmó il suo contratto da rookie: un accordo quadriennale da 4 milioni di dollari.

#### Stagione 2023
Il 29 agosto 2023 Nacua rientró nel roster attivo iniziale dei Rams, venendo considerato dagli analisti come riserva. Complice l'assenza della stella Cooper Kupp, debuttò come professionista partendo come titolare nella gara del primo turno contro i Seattle Seahawks. In quella partita fece registrare 10 ricezioni per 119 yard nella vittoria per 30–13. La settimana successiva batté il record NFL per ricezioni da parte di un rookie con 15 per 147 yard nella sconfitta contro i San Francisco 49ers, prestazione che gli valse il riconoscimento di rookie della settimana. Le sue 25 ricezioni nelle prime due partite furono un altro primato per una matricola, superando quello di 19 di Earl Cooper che resisteva da 43 anni. Fu inoltre il primo giocatore della storia a fare registrare almeno 10 ricezioni e più di 100 yard ricevute in ognuna delle sue due prime partite nella NFL.
Nel quarto turno, Nacua segnò da 20 yard il touchdown della vittoria nei tempi supplementari contro gli Indianapolis Colts, chiudendo con 9 ricezioni per 163 yard. Stabilì così i nuovi record NFL per ricezioni (39) e yard ricevute (501) nelle prime quattro gare in carriera. Per la seconda volta dopo questa partita fu premiato come rookie della settimana. Nella gara del settimo turno, la sconfitta 17-24 contro i Pittsburgh Steelers, Nacua fece registrare otto ricezioni per 154 yard, prestazione che gli fece raggiungere Ja'Marr Chase come gli unici giocatori nella storia della NFL con 700 yard ricevute nelle prime sette gare in carriera e che gli valse il riconoscimento per la terza volta di rookie della settimana. Nel tredicesimo turno superò le mille yard stagionali e stabilì un nuovo record di franchigia per una matricola, grazie a 105 yard ricevute e un touchdown nella vittoria sui Cleveland Browns.
Nel sedicesimo turno Nacua fu premiato come miglior giocatore offensivo della NFC della settimana e per la quarta volta come rookie della settimana dopo avere fatto registrare 9 ricezioni per 164 yard e un touchdown. Nell'ultimo turno stabilì i record per un rookie di yard ricevute in una stagione (1.486, superando le 1.473 di Bill Groman del 1960) e di ricezioni (105, superando le 104 di Jaylen Waddle del 2021). Fu quindi premiato come rookie offensivo del mese di dicembre/gennaio avendo collezionato nelle ultime sei partite stagionali una media di 93,7 yard ricevute a gara con 32 ricezioni e segnando tre touchdown. A fine stagione fu convocato per il suo primo Pro Bowl, inserito nel Second-team All-Pro dell'Associated Press, e nella formazione ideale dei rookie dalla Pro Football Writers of America.
Nacua esordì nei play-off il 14 gennaio 2024, nella sconfitta 23-24 contro i Detroit Lions nel turno delle wild card, partita in cui stabilì il record per yard ricevute da un rookie in una gara dei play-off con 181 yard, superando il precedente primato di 160 yard di D.K. Metcalf.

#### Stagione 2024
Nella gara del primo turno della stagione 2024, la sconfitta ai tempi supplementari 20-26 contro i Detroit Lions, Nacua dovette abbandonare la gara durante il primo quarto di gioco per un infortunio al ginocchio che, il giorno successivo, si rivelò una distorsione del legamento crociato posteriore. Fu quindi spostato in lista riserve/infortunati, dovendo saltare almeno le successive quattro gare. Tornò in campo per la gara dell'ottavo turno, la vittoria 30-20 contro i Minnesota Vikings, in cui mise a tabellino sette ricezioni per 106 yard. La settimana successiva fu espulso nel primo tempo della gara contro i Seahawks per avere sferrato un pugno a un avversario. Nella settimana 11 segnò il primo touchdown stagionale nella vittoria sui New England Patriots. Nella settimana 14 segnò il primo touchdown su corsa in carriera nella vittoria per 44-42 sui Buffalo Bills. Nel penultimo turno ricevette 10 passaggi per 129 yard nella vittoria sui Cardinals.

## Palmarès
- Convocazioni al Pro Bowl: 1

2023
- Second-team All-Pro: 1

2023
- Giocatore offensivo della NFC della settimana: 1

16ª del 2023
- Rookie offensivo del mese: 1

dicembre 2023/gennaio 2024
- Rookie della settimana: 4

2ª, 4ª, 7ª e 16ª del 2023
- PFWA All-Rookie Team - 2023

## Statistiche

### Stagione regolare
| Stagione | Stagione | Stagione | Stagione | Ricezioni | Ricezioni | Ricezioni | Ricezioni | Ricezioni |     | Fumble | Fumble |
| Anno     | Squadra  | P        | PT       | Ricezioni | Ricezioni | Ricezioni | Ricezioni | Ricezioni |     | Fumble | Fumble |
| Anno     | Squadra  | P        | PT       | Ric       | Yard      | Media     | Max       | TD        | Fum | Persi  |        |
| -------- | -------- | -------- | -------- | --------- | --------- | --------- | --------- | --------- | --- | ------ | ------ |
| 2023     | LA Rams  | 17       | 17       | 105       | 1.486     | 14,1      | 80        | 6         | 1   | 0      |        |
| Totale   | Totale   | 17       | 17       | 105       | 1.486     | 14,1      | 80        | 6         | 1   | 0      |        |

### Playoff
| Stagione | Stagione | Stagione | Stagione | Ricezioni | Ricezioni | Ricezioni | Ricezioni | Ricezioni |     | Fumble | Fumble |
| Anno     | Squadra  | P        | PT       | Ricezioni | Ricezioni | Ricezioni | Ricezioni | Ricezioni |     | Fumble | Fumble |
| Anno     | Squadra  | P        | PT       | Ric       | Yard      | Media     | Max       | TD        | Fum | Persi  |        |
| -------- | -------- | -------- | -------- | --------- | --------- | --------- | --------- | --------- | --- | ------ | ------ |
| 2023     | LA Rams  | 1        | 1        | 9         | 181       | 20,1      | 50        | 1         | 0   | 0      |        |
| Totale   | Totale   | 1        | 1        | 9         | 181       | 20,1      | 50        | 1         | 0   | 0      |        |

Fonte: Football Database -      Record NFL per un rookie

### Record NFL

#### Record da rookie
- Maggior numero di ricezioni in una gara da un rookie, con 15 (nella gara di settimana 2 contro San Francisco).[9]
- Maggior numero di ricezioni nelle prime due gare in carriera, con 25.[9]
- Primo giocatore con almeno 10 ricezioni e 100 yard ricevute in entrambe le sue due prime gare in carriera.[9]
- Maggior numero di ricezioni (39) e di yard ricevute (501) nelle prime quattro gare in carriera.
- Maggior numero di yard ricevute in stagione da un rookie, con 1.486.[16]
- Maggior numero di ricezioni in una stagione da un rookie, con 105.[16]
- Maggior numero di yard ricevute in una gara dei playoff da un rookie, con 181 (nella gara del turno delle Wild Card contro Detroit).[21]